# Smeerpijp Limburg-Antwerpen

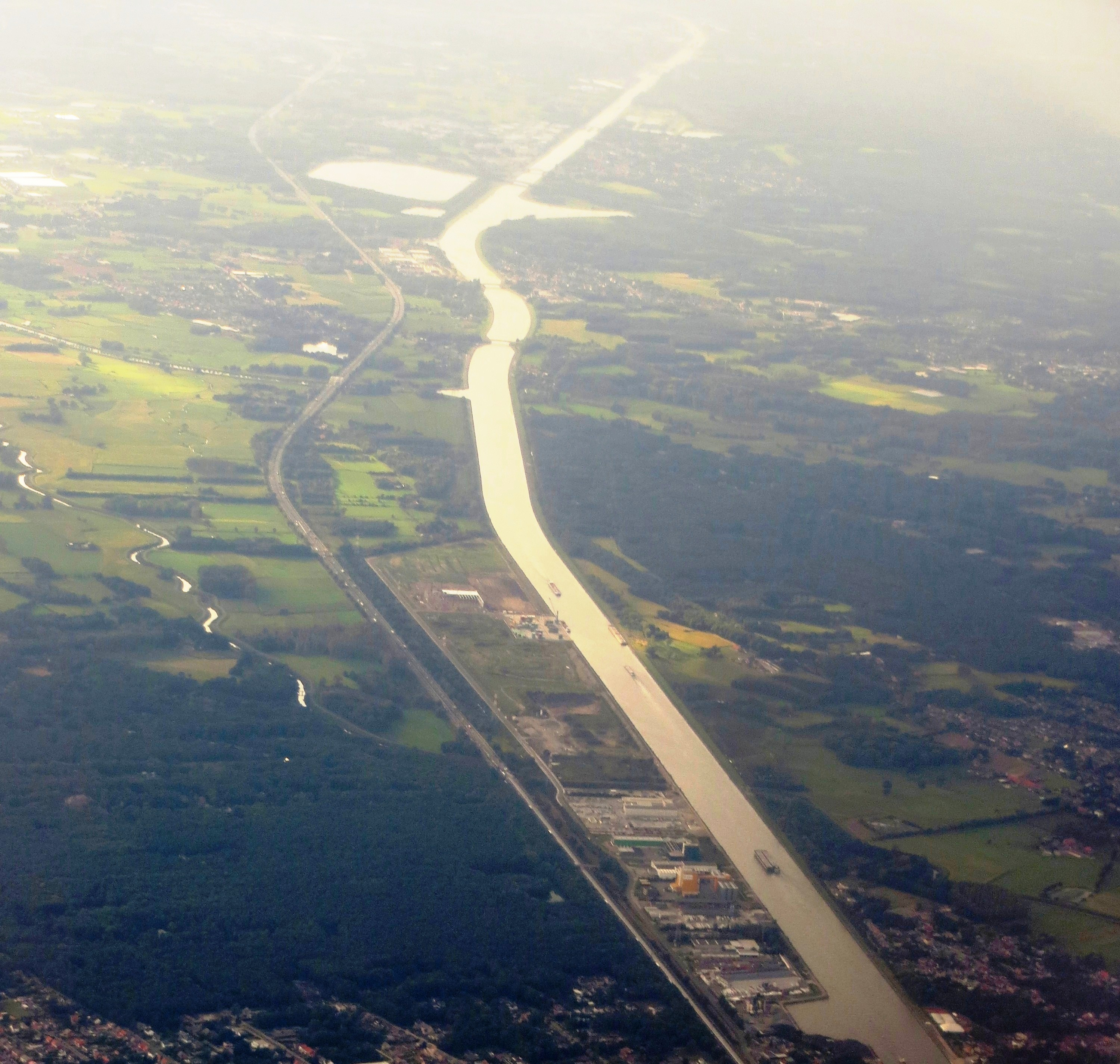
De 'smeerpijp' ligt langs het Albertkanaal

De smeerpijp Limburg-Antwerpen is een nooit als zodanig gebruikte afvalwatercollector langs het Albertkanaal, bedoeld om het afvalwater van bedrijven langs dat kanaal uit de provincies Limburg en Antwerpen af te voeren naar een grote waterzuiveringsinstallatie in Antwerpen om het dan in de Schelde te lozen. Voornaamste reden om deze collector aan te leggen was het afvalwater met hoge zoutgehalte van Tessenderlo Chemie in Tessenderlo, die dit loosde (en bleef lozen) in de Laak en de Winterbeek, die daardoor in brakwaterriviertjes waren veranderd.

## Aanleg
Het idee om de afvalwatercollector te bouwen bestond reeds sinds 1937, maar uiteindelijk werd hij pas in de jaren zeventig aangelegd, voor een kostprijs van ten minste vijf miljard Belgische frank. Bedrijven die zich langs het Albertkanaal wilden vestigen kregen de belofte dat ze hun afvalwater in de 'smeerpijp' zouden kunnen lozen. Na afwerking van de collector in 1980 bleek hij echter te lekken en niet geschikt te zijn om afvalwater mee te transporteren. De 'smeerpijp' en het zuiveringsstation werden nooit in gebruik genomen. Het bleek een typisch voorbeeld van een Groot Nutteloos Werk. Twintig jaar later werd besloten de pijp te gebruiken om er drinkwater mee naar Antwerpen te transporteren. Hiervoor werd in 1996 een overeenkomst gesloten tussen de toenmalige Vlaamse minister van leefmilieu Theo Kelchtermans en de drinkwatermaatschappijen. De kosten om de pijp voor de nieuwe taak aan te passen werden op 500 miljoen BEF geraamd.

## Schadeclaims
De overheid eiste aan het consortium van aannemers dat de smeerpijp bouwde een schadevergoeding van 800 miljoen BEF. Na een overleg tussen die aannemers en enkele CVP-topmensen in 1991 zou dit gewijzigd zijn in een schadeclaim van de aannemers op de overheid van 200 miljoen. Er werd geopperd dat als onderdeel van deze 'deal' een deel van de schadevergoeding naar de partijkas zou zijn gegaan. Dit leidde tot een huiszoeking door het Hoog Comité van Toezicht bij de CVP en de inbeslagname van de agenda's van toenmalige secretaris-generaal van de CVP Leo Delcroix, die in de zaak had bemiddeld. Negen jaar later werd het smeerpijpdossier gesloten zonder verder gevolg.